# Єригін Андрій Олександрович
Андрій Олександрович Єригін — солдат Збройних Сил України, учасник російсько-української війни, що загинув у ході російського вторгнення в Україну в 2022 році.

## Життєпис
Андрій Єригін народився 9 лютого 1999 року в Херсоні. Проживав з батьками та сестрою-школяркою у Трилісах (з 2020 року - Кожанської селищної громади) Фастівського району на Київщині. Після закінчення загальноосвітньої школи у селі вступив до Фастівського центру професійно-технічної освіти. Був призваний на військову службу 7 вересня 2021 року. У ході повномасштабного російського вторгнення в Україну обіймав військову професію водія батареї протитанкових керованих ракет. Загинув 16 березня 2022 року, виконуючи свій службовий обов'язок. Разом з групою він потрапив у засідку противника. Від отриманих поранень Андрій Єригін помер у госпіталі в місті Дніпро.

## Нагороди
- Орден «За мужність» III ступеня (2022, посмертно) — за особисту мужність і самовіддані дії, виявлені у захисті державного суверенітету та територіальної цілісності України, вірність військовій присязі[2].